# The Voice Senior (Arabia)
La Voz Senior es un reality show y concurso de talentos árabe basado en el formato de The Voice Senior, originado en los Países Bajos y parte de la franquicia internacional The Voice, creada por el productor de televisión neerlandés John de Mol bajo su empresa Talpa Media Holding.
En su primera edición, el formato contó con la presentación de Yasser Al-Saqqaf y Annabella Hilal. Asimismo, los coaches que formaban a los participantes eran Hani Shaker, Samira Said, Melhem Zain, y Najwa Karam,

## Formato
La Voz consiste en elegir de entre un grupo de concursantes de distintas edades, a aquellos que destaquen por sus cualidades vocales, sin que su imagen influya en la decisión del jurado, integrado por conocidos artistas que posteriormente dirigen su formación artística. El objetivo de este formato es encontrar la mejor voz votada del país, es decir, de Arabia. Sin embargo, y de igual manera, pueden participar personas de distintas partes del mundo.
Hay 4 etapas durante la competencia:
Pre-Audiciones

La primera etapa del talent show no es retransmitido. Los productores realizan una audición a todos los artistas que se inscribieron a través de la página web. Los seleccionados pasan a la etapa de audiciones a ciegas donde deben cantar para los entrenadores.
Audiciones a ciegas

La segunda fase son las "Audiciones Ciegas ". Aquí los entrenadores forman sus equipos, los cuales entrenarán y guiarán a lo largo de la competencia. Las sillas de los jueces se encuentran de espaldas y de frente al público durante la actuación de cada aspirante; aquellos interesados en algún artista, presionan el botón que se ubica en la silla, con el cual giran, poniéndose de frente al artista, al mismo tiempo que, se ilumina la parte inferior de la misma, en donde se lee la leyenda "Quiero tu voz". Luego de concluida la presentación, el artista ingresa directamente al equipo del entrenador que se interesó, o en caso de que más de un entrenador se haya interesado, él decide a qué equipo ingresará mediante los argumentos o criterios que cada uno de ellos le ofrezca para guiarlo en base su beneficio musical de la temporada.
Las Batallas

En las Batallas, cada entrenador agrupa en parejas a los miembros de su equipo, para que se enfrenten en un ring y canten la misma canción mostrando así, sus mejores dotes vocales y artísticos. Al final de cada presentación, solo uno de ellos avanza a la siguiente ronda. En cada temporada, cada entrenador recibe la ayuda de mentores invitados, que le ayudan a asesorar a sus participantes para lucirse y realizar una buena actuación, aportando su punto de vista para tomar la mejor decisión en el equipo.
Shows en vivo

En esta fase, cada participante se presenta de manera individual y 100% en vivo ante el público, realizando una actuación musical consecutiva con la finalidad de obtener la mayor cantidad de votos por parte de este. Asimismo, en la semifinal y gran final, no solo se presentarán canciones en solitario, sino que cada finalista realizará un dueto con su entrenador. La palabra y decisión final la tendrá el público, que consagrará a uno de los cuatro finalistas como La Voz Senior de Arabia.

## Presentadores y Jurado

### Presentadores
| Yasser Al-Saqqaf |
| Annabella Hilal  |

### Coaches
| Temporada | Coaches     | Coaches     | Coaches     | Coaches     |
| --------- | ----------- | ----------- | ----------- | ----------- |
| 1         | Najwa Karam | Hany Shaker | Samira Said | Melhem Zain |

Galería de coaches
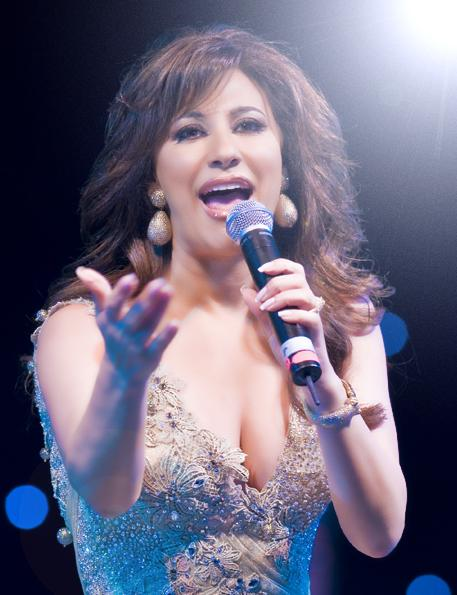
Najwa Karam (2020)
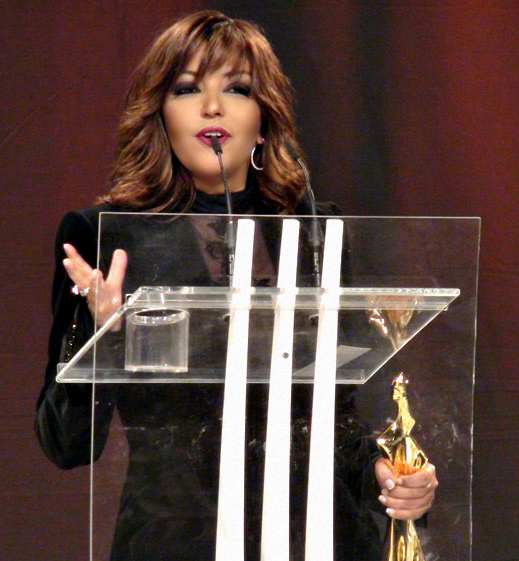
Samira Said (2020)

## Resumen
- Equipo Najwa
- Equipo Hany
- Equipo Samira
- Equipo Melhem

| Temporada | Estreno              | Final                   | Ganador    | Segundo lugar | Tercer lugar     | Otros finalistas | Entrenador ganador | Presentador      | Entrenadores | Entrenadores | Entrenadores | Entrenadores |
| Temporada | Estreno              | Final                   | Ganador    | Segundo lugar | Tercer lugar     | Otros finalistas | Entrenador ganador | Presentador      | 1            | 2            | 3            | 4            |
| --------- | -------------------- | ----------------------- | ---------- | ------------- | ---------------- | ---------------- | ------------------ | ---------------- | ------------ | ------------ | ------------ | ------------ |
| 1         | 7 de octubre de 2020 | 18 de noviembre de 2020 | Abdo Yaghi | Suad Hassan   | Faisal Al Hallaq | Mervat Kamel     | Melhem Zain        | Yasser Al-Saqqaf | Melhem       | Samira       | Najwa        | Hany         |
| 1         | 7 de octubre de 2020 | 18 de noviembre de 2020 | Abdo Yaghi | Suad Hassan   | Faisal Al Hallaq | Mervat Kamel     | Melhem Zain        | Annabella Hilal  | Melhem       | Samira       | Najwa        | Hany         |

## Temporadas

### Temporada 1 (2020)
La primera temporada se estrenó el 7 de octubre de 2020 y finalizó el 18 de noviembre de 2020, siendo el ganador abdo yaghi del equipo melhem.

| Clasificación | Artistas         | Canción | Resultado     |
| ------------- | ---------------- | ------- | ------------- |
| 1             | Abdo Yaghi       |         | Ganador       |
| 2             | Suad Hassan      |         | Segundo lugar |
| 3             | Faisal Al Hallaq |         | Tercer lugar  |
| 4             | Mervat Kamel     |         | Cuarto lugar  |

## Entrenadores
– Juez Ganador/Concursante. El ganador está en negrita.
     – Juez en Segundo Lugar/Concursante. Finalista aparece primero en la lista.
     – Juez en Tercer Lugar/Concursante. Finalista aparece primero en la lista.
     – Juez en Cuarto Lugar. Finalista aparece primero en la lista.
| Temporada | Entrenadores                                                                     | Entrenadores                                                          | Entrenadores                                                   | Entrenadores                                                      |
| 1         | Najwa                                                                            | Hany                                                                  | Samira                                                         | Melhem                                                            |
| --------- | -------------------------------------------------------------------------------- | --------------------------------------------------------------------- | -------------------------------------------------------------- | ----------------------------------------------------------------- |
|           | - Faisal Al Hallaq - Khaled Abo Samra - Saada Abu Judeh - Abdul Rahim Al Sowairi | - Abdulaziz Bin Zain - Bassam Nasri - Mervat Kamel - Vicken Tarpinian | - Souad Hasan - Yousef Bajubair - Raja Al Rayyes - Safwan Abed | - Abdo Yaghi - Rashid Abdo Hajj - Hussein Fadlawe - Nadia Bushima |

## La Voz en las redes sociales
- Sitio web oficial
- Facebook
- Twitter
- Instagram
- SnapChat
- Canal Oficial de Youtube